# Skatt på plastbärkassar
Skatt på plastbärkassar i Sverige var den punktskatt på bärkassar av plast som Regeringen Löfven II och de övriga partierna i Januariavtalet införde 1 maj 2020, och som även stöddes även av Kristdemokraterna. Skatten avvecklades den 1 november 2024 av regeringen Kristersson i enlighet med Tidöavtalet.
Förslaget om införande kom ursprungligen från Liberalerna som en del av deras politik för grön skatteväxling och deras budgetmotion 2019. Det är även en del i det EU-direktiv som säger att förbrukningen av plastkassar ska minska till 40 stycken per person varje år senast 2025. Förslaget fanns med i januariavtalet mellan Socialdemokraterna, Miljöpartiet, Centerpartiet och Liberalerna. Liberalerna och Kristdemokraterna har därefter vänt i frågan, och Regeringen Kristersson beslutade att avskaffa skatten.
Priset för vanliga plastbärkassar ökade från omkring tre kronor till omkring sju kronor i dagligvarubutiker. Genomförandet ledde till att omkring 9 av 10 svenskar uppgav att de brukar ha med en medhavd kasse när de handlar, vanligen en tygkasse eller annan flergångkasse, enligt Kantar Sifo i februari 2022. Andelen papperskassar ökade kraftigt – från 20 procent av sålda bärkassar kvartal ett 2020 till 70 procent kvartal ett 2021 i livsmedelsbutiker, enligt IVL Svenska Miljöinstitutet. Antalet sålda engångsbärkassar i plast per invånare minskade med 81 procent från år 2019 till 2021 (eller med 83 procent per försäljningsbelopp från första kvartalet 2020 till första kvartalet 2021 i livsmedelsbutiker). Istället ökade försäljningen av rullar med plastpåsar anpassade för avfall med 75 procent, i genomsnitt under året efter 1 juli 2020, jämfört med året innan.

## Syfte
Avsikten med skatten var att bidra till att Sverige når EU:s direktiv 2015/720, där medlemsstaterna åläggs att varje person ska förbruka högst 90 plastbärkassar per år vid slutet av 2019, och högst 40 stycken vid slutet av 2025. Naturvårdsverket hade 2019 rapporterat att Sverige 2018 förbrukade 102 plastbärkassar per person och år, och regeringen bedömde att skatten var ett effektivt styrmedel för att bidra till att Sverige skulle uppnå EU-kraven och de svenska miljömålen. Efter att Naturvårdsverket 2020 redovisade uppdaterade siffror, där fruktpåsar redovisades separat, framkom att Sverige 2018 endast förbrukade 77 plastbärkassar per person och år.
Anledningen till beslutet var att bekämpa nedskräpning, snarare än minska klimatpåverkan. I februari 2020 ansåg regeringen att plastkassar var vanligare än andra kassar i naturen och att även plastkassar av återvunnet material påverkar nedskräpningen i naturen. På frågan om varför inte beslutet rör bärkassar i material som papper och tyg svarade regeringen att pappers- och tygpåsar inte omfattas av EU:s förbrukningsmål. Enligt en dom i Högsta förvaltningsdomstolen i maj 2021 omfattas även plastkassar tillverkade av ett miljövänligt material som kan brytas ned i naturen utan att det bildas mikroplaster eftersom de inte anses vara avsedda för varaktigt bruk.

## Omfattning
Skatten var 3 kronor per plastbärkasse eller 30 öre per tunn plastpåse avsedd för mindre än 7 liter, ofta benämnd "fruktpåse". Fruktpåsarna brukade finnas vid frukt och grönt samt som gratiskassar vid kassorna i dagligvarubutiker. Avfallspåsar, fryspåsar samt plastbärkassar avsedda för varaktigt bruk omfattades inte av skatten.
Plastbärkassar av förnybar och återvunnen plast omfattades också av skatten då även de påverkar miljön vid nedskräpning och bryts ned till mikroplaster. Plastbärkassar av nedbrytbara material omfattades också av skatten. Plastkassar som importerades från länder utanför EU beskattades i tullen.
Skatten beräknades inbringa staten 2,1 miljarder kronor under år 2020.

## Effekt och mottagande
Naturvårdsverket har poängterat att man inte kan koppla statistiken och det ändrade konsumentbeteendet enbart till skatten, utan att det även kan bero på andra faktorer såsom ändrad köpkraft generellt till följd av pandemin kring år 2020.

### 2020
Användningen av plastpåsar beräknades år 2020 minska med 30 procent.
Enligt Innovations- och kemiindustrierna i Sverige (IKEM) återanvänds 75% av plastbärkassarna i Sverige som soppåsar och 20% återanvänds som bärkassar. Mellan 75 och 80 procent av de plastbärkassar som tillverkas i Sverige är fossilfria och koldioxidutsläppen beräknades öka med 40 procent om folk köpte importerade soppåsar av fossil plast istället för att återanvända plastbärkassar. IKEM menade att skatten borde bero på om plastmaterialet är förnybart eller fossilt. Regeringen menade att det inte fanns något klart stöd för vilket material som är bäst ur ett resursförbrukningsperspektiv, men IKEM hänvisade till en dansk studie från Miljøstyrelsen 2018 som visade att en plastpåse av LDPE-plast som återanvänds som bärkasse eller soppåse är det som har minst klimatpåverkan.
Enligt både WWF och IVL Svenska Miljöinstitutet bör miljömedvetna konsumenter i första hand återanvända de bärkassar man redan har, oavsett om de är tillverkade i plast, papper, nylon eller tyg. Alternativen till plastbärkassar (till exempel tygkasse i bomull) har också bedömts vara negativa ur miljösynpunkt.
Svensk Handel var kritisk till att beslutet hade fattats på bristfälligt underlag från Naturvårdsverket 2018, och menade att regeringen hade förlitat sig mer på känslor än på fakta, samt att medlemsföretagens pågående engagemang med exempelvis mer miljövänliga plastkassar hade ignorerats. Naturvårdsverket menade i grunden att nedbrytbar plast kan orsaka lika stor skada i naturen som icke nedbrytbar plast, eftersom naturlig nedbrytning av plasten tar tid.
Bland svenska konsumenter har de första åsikterna varit blandade. En del konsumenter ansåg att skatten är bra eftersom de enbart såg plasten som dålig. Andra ansåg att det inte gynnar klimatet eller att skatten skapar problem för konsumenterna eftersom det inte finns några jämförbara alternativ för den som inte är villig att betala överpriset. Att ta med sig en egen kasse hemifrån var enligt konsumenter lätt att glömma bort eller otympligt att bära runt på när de inte tog sig direkt från hemmet till affären som de skulle handla i. Konsumenter har även riktat kritik mot att just plastkassen pekats ut som problematisk när det finns en hel del annan plast i butikerna. Många konsumentfrågor har också rört konsekvenserna av förändringarna till följd av skatten. En del har ifrågasatt hur man ska ta med sig en egen kasse till sådant som säljs i lösvikt och måste vägas in i butiken utan att behöva betala för sin egen kasse varje gång. Pappåsarna är inte transparenta och förväntades medföra längre kötid vid främst de bemannade kassorna när påsarna måste öppnas, samtidigt som det ansågs bli svårare för kassapersonalen att kontrollera allt innehåll när påsarna är välfyllda. Dock användes papperspåsar i butiker sedan tidigare i viss utsträckning, exempelvis för lösviktsgodis och naturgodis.
Butikerna beslutar själva om priset till konsumenterna. Branschorganisationen Svensk Dagligvaruhandel har utöver det en överenskommelse om att gemensamt arbeta för en minskad användning av plast (läst juli 2020). Efter att skatten trädde i kraft höjde många butiker priset i samma nivå som skatten på de stora plastbärkassarna och ersatte de mindre plastkassarna för frukt och grönt eller kompletterade dem med små papperspåsar, bland annat en typ som egentligen är avsedd för matavfall. En del började också ta extra betalt för de små plastkassarna (utöver den vanliga kostnaden för vikt). Vid kassorna slopade många dagligvarubutiker gratiskassarna eller ersatte den i plast med en i papper.
I början av 2020 minskade försäljningen av plastbärkassar i Sverige, samtidigt som konsumtionen av papperskassar ökade. Under våren och sommaren rapporterade både Ica och Coop om att papperskassarna tagit slut.

### 2021–2023
I maj 2021, ett år efter införandet av plastpåseskatten, hade försäljningen av plastbärkassar mer än halverats. Samtidigt hade försäljning av andra sorters påsar fördubblats, som till exempel avfallspåsar i plast. Företrädare för Naturvårdsverket sade om avfallspåsar i plast: "Men dom är fortfarande tunnare plast så det blir fortfarande på totalen en minskning i mängden plast som används. Det är ju positivt. För tidigt att säga om vi ser någon effekt på nedskräpningssituationen, hur mycket påsar som hamnar ute i naturen. Det vet vi inte än."
Nationalekonomen Runar Brännlund sade 2022 om skatten att det fortfarande var oklart vilket syfte skatten hade och att "den träffar helt fel". Han förtydligade även att han var för miljöskatter i sig, om de genomfördes "rätt". En rapport framtagen på beställning av Naturvårdsverket visade att försäljningen av avfallspåsar i plast hade ökat från 16 859 rullar per kvartal innan skatten infördes till 29 516 efter att skatten infördes. Enligt Lena Lundberg, som är ansvarig för plastråvarufrågor på IKEM, hade skatten inneburit ett hårt slag mot den svenska plaståtervinningen eftersom avfallspåsar i större utsträckning är tillverkade av fossila material och är importerade från Asien. Hon tillade: "Skatten har alltså inneburit att både miljöpåverkan och resursförbrukningen ökat."

### 2024
En Novus-undersökning beställd av Håll Sverige Rent under första halvåret 2024 visade att ungefär 35 procent av svenskarna ansåg att plastpåsar var ett miljöproblem, medan ungefär hälften av svenskarna (51 procent) ansåg att det var viktigt att minska användningen av plastpåsar. Ungefär lika många var positiva som negativa till slopande av skatten. 39 procent positiva och 38 procent negativa till avskaffandet. Övriga visste inte eller ansåg sig vara neutrala i frågan.
Inför avskaffandet av skatten den 1 november 2024 garanterade alla de stora livsmedelskedjorna i Sverige att de skulle sänka priset på plastkassarna. Coop och Axfood (Willys och Hemköp) svarade att de skulle sänka priset med 3 kronor för stora plastbärkassar. Ica svarade att det är upp till varje handlare att sätta priset och att priset därför kan variera mellan butiker. Åhléns svarade att deras minsta plastpåse i A4-storlek, som togs bort på grund av skatten, skulle införas igen.
Det har diskuterats om ifall avskaffandet av skatten skulle kunna leda till att det säljs fler plastbärkassar och om Sverige då riskerar att missa EU-målet 2025, eller om skatten medfört nya vanor hos konsumenterna. Enligt Per Carlbring, professor i psykologi, är det vanligt att en sådan situation leder till ökad försäljning, men inte så omfattande som före införandet av skatten. Enligt Naturvårdsverket går det inte att se effekter av det i statistiken för 2024 eftersom skatten avskaffades sent på året.